# Thiago de Mello

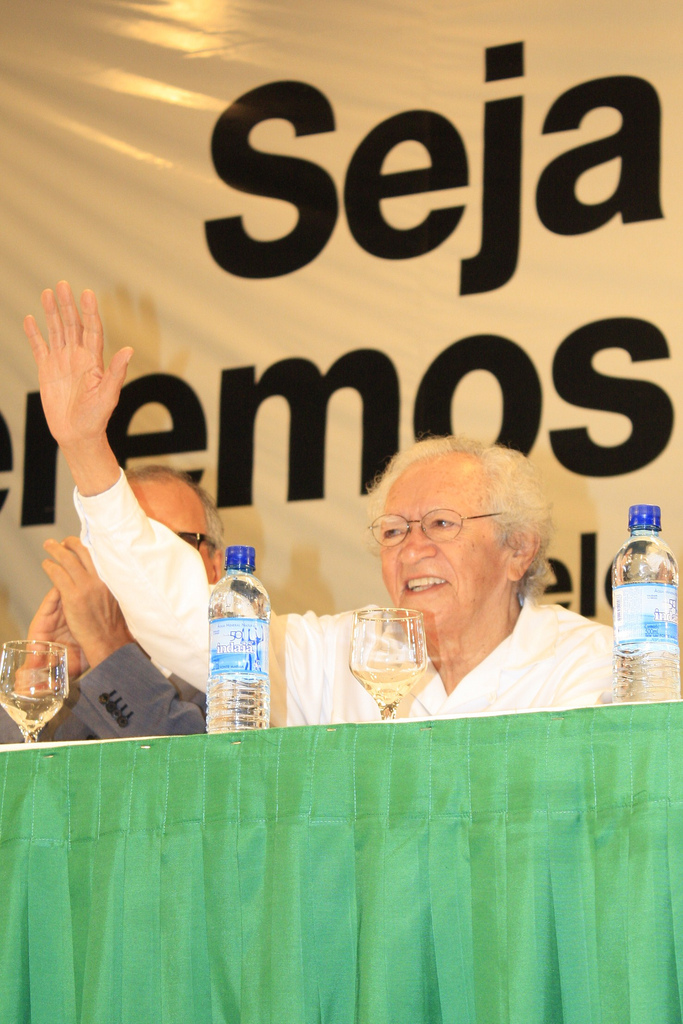
Thiago de Mello 2010

Thiago de Mello ist der Literatenname des brasilianischen Schriftstellers, Übersetzers und aktiven Regenwaldschützers Amadeu Thiago de Mello (* 30. März 1926 in Barreirinha, Bundesstaat Amazonas; † 14. Januar 2022 in Manaus). Er zählte zu den am meisten geschätzten Schriftstellern des Landes und galt als Ikone der regionalen Literatur des Amazonasgebiets. Sein Werk wurde in zahlreiche Sprachen übersetzt.

## Leben
Nachdem Thiago de Mello seine Grundschulausbildung in der Grupo Escolar Barão do Rio Branco und das Gymnasium am Gyminásio Pedro II in Manaus abgeschlossen hatte, zog er nach Rio de Janeiro, wo er sich in der Fakultät der Medizin (Faculdade Nacional de Medicina) einschrieb, die er jedoch nach vier Jahren wieder verließ, um den Weg eines unabhängigen Dichters einzuschlagen. In der glamourösen brasilianischen Hauptstadt der 1950er-Jahre war dies für ihn nicht nur eine politische Entscheidung, sondern auch eine der Notwendigkeit literarischen Engagements. 1951 erschien mit Silêncio e Palavra sein erstes Buch, mit dem er sofort das Wohlwollen der Kritik empfing.
Während der Militärdiktatur von 1964 bis 1985 exilierte er zunächst nach Chile, wo er in Pablo Neruda einen Freund und politischen Sympathisanten fand und den gewaltsamen Sturz des Präsidenten Salvador Allende sowie den folgenden Militärputsch miterleben musste.
1964 entstand sein wohl bekanntestes Gedicht Os Estatutos do Homen (deutsch: „Die Statuten des Menschen“), das in der Proklamation simpler Menschenrechte einen Protest gegen das Militärregime darstellte und angeblich von dieser sofort verboten wurde. Sein weiteres Exil führte ihn nach Argentinien, Portugal, Frankreich und Deutschland. Nach dem Ende der brasilianischen Militärdiktatur zog er wieder in seine Geburtsstadt Barreirinha, wo er in einem Haus des Architekten Lúcio Costa lebte und sich für die Unversehrtheit des Amazonasgebiets und für die Menschenrechte einsetzte.
In den Jahren seines literarischen Schaffens wurden dem Dichter Thiago de Mello nationale und internationale Preise und Auszeichnungen verliehen.

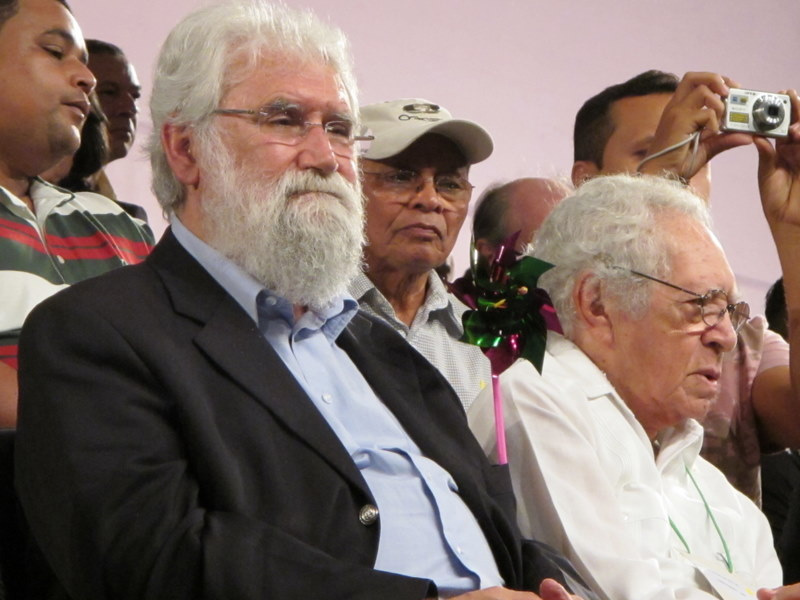
Leonardo Boff, links, und Thiago de Mello 2010

## Leistungen
Außer auf sein eigenes Werk konnte er auf seine lange Karriere als Übersetzer lateinamerikanischer Lyrik von Pablo Neruda, César Vallejo, Ernesto Cardenal, Eliseo Diego, Nicolás Guillén, aber auch von T. S. Eliot ins Portugiesische zurückblicken. Seine eigenen Werke erschienen außer in Brasilien in Chile, auf Kuba, in Argentinien, Portugal, in den USA, in Frankreich, Großbritannien und Deutschland. Besonders sein Gedicht Die Statuten des Menschen erschien zudem in verschiedenen Sammlungen und Anthologien etwa zur sozialen und politischen Situation in Brasilien, so hierzulande im Almanach 10 für Literatur und Theologie (Wuppertal 1976), und es kursieren davon diverse Übersetzungen im Internet. Pablo Neruda sagte über ihn: „Thiago de Mello ist ein Seelentransformator“, er widmete ihm das Gedicht Thiago y Santiago.

## Auszeichnungen
- 1960: Lyrikpreis der Academia Brasileira de Letras
- 1962: Preis für das Buch des Jahres des brasilianischen Schriftstellerverbands União Brasileira de Escritores
- 1997: Auszeichnung durch die Buch-Biennale in Rio de Janeiro (Bienal do Livro do Rio de Janeiro)
- 1997: Prêmio Jabuti für De uma vez por todas

Darüber hinaus ist Thiago de Mello in den 1980er-Jahren zum Chevalier des Arts et des Lettres de France gekürt worden.

## Werke
- 1951: Silêncio e palavra
- 1952: Narciso cego (deutsch: Blinder Narziss, 1962)
- 1956: A lenda da rosa
- 1960: Vento geral
- 1965: Faz escuro mas eu canto (deutsch: Dunkel aber singend, 1965)
- 1966: A canção do amor armado (deutsch: Gesang der bewaffneten Liebe, 1976)
- 1977: Os Estatutos do Homem (deutsch: Die Statuten des Menschen, 1964)
- 1981: Mormaço na floresta
- 1982: Horóscopo para os que estão vivos (deutsch: Horoskop für alle, die am Leben sind, 1984)
- 1986: Num campo de margaridas
- 1991: Amazonas, pátria da àgua mit Fotografien von Luiz Cláudio Marigo (deutsch: Amazonas, Heimat der Wasser, 1988)
- 1992: Os Estatutos do Homem e Poemas inéditos
- 1993: Borges na luz de Borges
- 1996: De uma vez por todas (deutsch: Ein für alle Mal, 2002)
- 1999: Campo de milagres[7]

## Diskografie
- 1977: Peter Janssens: Die Statuten des Menschen für Combo und mehrstimmigen Gesang (deutsche Übersetzung von Catharina Wendt)
- 1990/2010: Gustavo Becerra-Schmidt: Die Statuten des Menschen für Kammerorchester
- 2006: A Criação do Mundo (Zu seinem 80. Geburtstag: Thiago de Mello liest eigene Gedichte aus 55 Jahren Schaffenszeit, musikalisch begleitet von seinem Bruder Gaudêncio Thiago de Mello)[8][7]